# Путиловец (Ленинградская область)
Путиловец — деревня в Алёховщинском сельском поселении Лодейнопольского района Ленинградской области.

## История
Согласно карте Ленинградской области Северо-западного аэрогеодезического треста ГГУ издания 1932 года на месте современных деревень Путиловец и Средний Двор находилась деревня Чайницы, которая насчитывала 5 крестьянских дворов.
Согласно административным данным 1933 года деревня Путиловец в составе Оятского района не значилась.

Деревня Путиловец на карте РККА 1940 года

На карте РККА 1940 года деревня обозначена как безымянный населённый пункт к югу от деревни Средний Двор.
По данным 1966, 1973 и 1990 годов деревня Путиловец входила в состав Тервенического сельсовета.
В 1997 году в деревне Путиловец Тервенической волости проживали 10 человек, в 2002 году — 6 человек (все русские).
В 2007 году в деревне Путиловец Алёховщинского СП проживали 5 человек, в 2010 году — также 5, в 2014 году — 3 человека.

## География
Деревня расположена в юго-восточной части района к северу от автодороги 41К-019 (Явшиницы — Хмелезеро).
Расстояние до административного центра поселения — 20 км.
Расстояние до ближайшей железнодорожной станции Лодейное Поле — 65 км.
В деревне находится один из истоков реки Шадьма.

## Демография
| 1997 | 2007 | 2010 | 2014 | 2015 | 2016 | 2017 |
| ---- | ---- | ---- | ---- | ---- | ---- | ---- |
| 10   | ↘5   | →5   | ↘3   | ↘2   | →2   | ↗4   |

### Национальный состав
Согласно данным Всероссийской переписи населения 2021 года в деревне проживали 4 человека, все русские.

## Инфраструктура
На 1 января 2014 года в деревне было зарегистрировано: хозяйств — 2, частных жилых домов — 8
На 1 января 2015 года в деревне зарегистрировано: хозяйств — 1, жителей — 2.